# Tytus, Romek i A’Tomek księga III
Tytus, Romek i A’Tomek księga III – trzeci komiks z serii „Tytus, Romek i A’Tomek” o przygodach trzech przyjaciół Tytusa, Romka i A’Tomka. 
Autorem scenariusza i rysunków jest Henryk Jerzy Chmielewski. Album ten ukazał się po raz pierwszy w roku 1968 nakładem Wydawnictwa Harcerskiego. Potocznie księga nosi podtytuł Tytus kosmonautą. Album oprócz kadrów komiksowych zawiera dwie tablice ze zwierzętami kosmicznymi autorstwa A’Tomka. W ramach oszczędności album był drukowany każdy arkusz tylko z jednej strony w kolorze, przez to kolejne strony książeczki są na przemian kolorowe i czarno-białe.

## Fabuła komiksu
Romek i A’Tomek zakładają klub astronautów Perygeum. Tytus również chce zostać jego członkiem, w związku z tym chłopcy organizują mu cykl szkoleń astronomiczno-astronautycznych. Później wraz ze swoją drużyną harcerską chłopcy udają się na wystawę astronautyczną, gdzie przypadkowo odpalają rakietę i wylatują w kosmos. Chłopcy w czasie podróży odwiedzają księżyc, i zapoznają się z ssakiem kosmicznym – Karbulotem. Następnie chłopcy odwiedzają planetę, na której żyją dziwne stworki. Uczą ich zwyczajów harcerskich i zakładają drużynę harcerską. Potem podwiezieni przez Karbulota szczęśliwie wracają na ziemię witani przez tłumy ludzi.

### Różnice w wydaniach
Począwszy od wydania od IV do VI autor narysował komiks od nowa, uwspółcześniając go i dodając nowe przygody chłopców. Komiksy również zmieniły formę z układu poziomego książeczki na pionowy, a wszystkie strony zostały pokryte kolorem. Zmieniono nieco również okładkę tytułową. Na ostatniej stronie umieszczono certyfikat klubu astronomicznego Apogeum do samodzielnego wypełnienia na podstawie warunków zamieszczonych na stronie 64.

## Zawartość tablic albumu A’Tomka
1. Lunaszek – owad księżycowy
2. Karbulot – ssak międzygwiezdny

## Wydania
- wydanie I (1968) – Wydawnictwo Harcerskie, nakład: 50 000 egzemplarzy
- wydanie II (1971) – Wydawnictwo Harcerskie Horyzonty, nakład: 50 000 egzemplarzy
- wydanie III (1976) – Wydawnictwo Harcerskie Horyzonty, nakład: 50 000 egzemplarzy
- wydanie IV (zmienione i rozszerzone, 1992) – Prószyński i S-ka, nakład: 120 000 egzemplarzy, pierwsze w pełni kolorowe
- wydanie V (2002) – Prószyński i S-ka, nakład: 23 500 egzemplarzy
- wydanie VI (wydanie zbiorowe jako Złota księga przygód VII, 2007) – Prószyński i S-ka, nakład: 6000 egzemplarzy
- wydanie VII (2009) – Prószyński Media
- wydanie VIII (2014) - Prószyński Media